# Киселёв, Валентин Георгиевич
Валентин Георгиевич Киселёв (род. 7 января 1903; дер. Груздево[уточнить], Островский уезд, Псковская губерния, Российская империя — 1950 или 1951, 1952; РСФСР, СССР) — советский актёр театра и кино. Заслуженный артист РСФСР (1939).

## Биография
Родился 7 января в деревне Груздево Островского уезда Псковской губернии.
С 15 лет начал выступать на театральной сцене, в точности в городе Остров, руководимом О. М. Горским, где Киселёв исполнил множество ролей. В 1920 году поступил в Школу русской драмы в класс Р. Б. Аполлонского и И. А. Стравинской.
Служил таким театрам, как Санкт-Петербургский театр комедии имени Н. П. Акимова, Самарский театр драмы имени М. Горького и Александринский театр. В 1939 году Киселёву было присвоено звание «Заслуженного артиста РСФСР», в этом же году был награждён орденом «Знак Почёта».
Ушёл из жизни в 1950 году в РСФСР, СССР (по некоторым данным приписывают ещё 1951-й и 1952-й год смерти).

## Творчество

### Фильмография
- 1933 — Иудушка Головлёв — Фока
- 1936 — Дубровский — Шабашкин
- 1937 — Великий гражданин (1 серия) — Гладких, редактор газеты
- 1937 — Возвращение Максима — полицейский
- 1938 — Враги — Захар Бардин
- 1938 — Профессор Мамлок — редактор Вернер Зейдель
- 1939 — Аринка — Борис Григорьевич Давыдов; заместитель начальника дороги
- 1939 — Доктор Калюжный — фельдшер Прокоп Прокопыч Колечко
- 1940 — Моя любовь — пассажир на вокзале
- 1947 — Золушка — привратник

## Звания и награды
- Заслуженный артист РСФСР (1939).
- Орден «Знак Почёта» (1939).